# آتسوشی میائوچی
آتسوشی میائوچی (انگلیسی: Atsushi Miyauchi; ۸ ژوئیهٔ ۱۹۶۹ – ) بازیگر، و صداپیشگی در ژاپن اهل ژاپن بود.